# Amosis (princesa)
Amosis o Ahmose (‘Infant de la Lluna’) va ser una princesa de la XVII dinastia d'Egipte. Era l'única filla coneguda de Seqenenre Tao (el valent) i de la seva germana-esposa Sitdjehuti. Era la mitja germana del faraó Amosis I i de la reina Amosis-Nefertari. Els seus títols són Filla del Rei i Germana del Rei.
Amosis sembla haver sobreviscut al seu germà i la seva germana més cèlebres. Pot haver mort durant el regnat de Tuthmosis I.

## Tomba QV47
La princesa Amosis va ser enterrada a la tomba QV47 a la vall de les Reines. Es creu que la seva tomba va ser la primera que es va construir a la vall de les Reines. La tomba és bastant senzilla i consta d'una cambra i un pou d'enterrament. La tomba es troba en una vall subsidiària anomenada Vall del Príncep Amosis.
La mòmia de la princesa Amosis va ser descoberta per Ernesto Schiaparelli durant les excavacions del 1903-1905, i avui es troba al Museu egipci de Torí, Itàlia. A més de la mòmia, Schiaparelli també va trobar-hi objectes funeraris com ara un fragment del seu taüt, sandàlies de cuir i fragments d'una peça de lli que té inscrits uns 20 capítols del Llibre dels Morts. Tots aquests articles es troben avui a Torí.